# Mettlacher Tunnel
Mettlacher Tunnel – tunel kolejowy o długości 1196 metrów w Niemczech (Saara), zlokalizowany na linii nr 685 (Saarstrecke) łączącej Saarbrücken z Karthaus koło Trewiru, pomiędzy stacjami Besseringen i Mettlach.

## Historia
Prace budowlane przy tunelu rozpoczęto w 1856, w miejscu, w którym rzeka Saara przepływa meandrując w wąskim przełomie tzw. pętli Mettlach. Przebicie 800 metrów piaskowca i 400 metrów twardej skały (geologicznie nazywanej warstwami Wadern), zajęło cztery lata. Prace ukończono w 1860. 
W czasie budowy tunele nie były konstruowane w kształcie rur, ale na narysie odwróconej litery U. Z kamienia wykonano sklepienie i ściany boczne, a podsypka wraz z torowiskiem leży na naturalnym podłożu. Rozwiązanie takie pozwala wodzie na penetrację podłogi tunelu, co wiązało się z koniecznością stworzenia odpowiedniego drenażu. Z tego względu tunel Mettlacher, podobnie jak wiele innych tuneli z tej epoki, ma tak zwany centralny drenaż, czyli kanał, który znajduje się w środku tunelu, pomiędzy dwoma torowiskami.
Do 1907 miały miejsce trzy zdarzenia związane z zablokowaniem tunelu przez zawalenie. W wyniku działań II wojny światowej obiekt uległ zniszczeniu. Ruch przezeń otwarto ponownie od 26 sierpnia 1946. W 2005 rozpoczęto prace związane z odnową kanału odwadniającego i wstawieniem do wewnątrz 144-tonowego muru oporowego, co było bardzo skomplikowanym zadaniem technicznym, zwłaszcza w kontekście nie zawieszania ruchu pociągów po jednym torze. W marcu 2010 odbył się drugi etap renowacji posadzki tunelu.